# يوم الاستقلال (الولايات المتحدة)
يوم الاستقلال الأمريكي (بالإنجليزية: Independence Day)‏، والمعروف شعبياً بالرابع من يوليو (بالإنجليزية: Fourth of July)‏. هو عطلة فدرالية في الولايات المتحدة الأمريكية بمناسبة اعتماد وثيقة إعلان الاستقلال في 4 يوليو من عام 1776، مُعلنةً استقلالها عن بريطانيا العظمى. وعادةً ما يرتبط بعيد الاستقلال المسيرات والألعاب النارية وحفلات الشواء والكرنفالات والمعارض والرحلات والحفلات الموسيقية ومباريات البيسبول وحتى لم شمل العائلة. وكذلك الخطب السياسية والاحتفالات وغيرها من المناسبات العامة والخاصة للاحتفال بتاريخ، وحكومة، وتقاليد الولايات المتحدة.

## الخلفية التاريخية
خلال الثورة الأمريكية، وقع الانفصال القانوني للمستعمرات الثلاثة عشر عن بريطانيا العظمى في 2 يوليو، 1776، عندما أعطى الكونغرس القاري الثاني موافقته على قرار الاستقلال الذي كان قد اُقترح في شهر يوليو من قبل ريتشارد هنري لي من ولاية فرجينيا مُعلناً أن الولايات المتحدة مُستقلة عن بريطانيا العظمى. وبعد التصويت لصالح الاستقلال، حول الكونغرس اهتمامه إلى إعلان الاستقلال، الذي كان عبارة عن بيان يوضح هذا القرار، وقد أُعد من قبل لجنة مكونة من خمسة اشخاص، من ضمنهم توماس جيفرسون ككاتبها الأساسي. وقد قام الكونغرس بمناقشة ومراجعة الإعلان، حتى وافق أخيراً عليه في 4 يوليو. وفي اليوم التالي، كتب جون آدامز إلى زوجته أبيجيل:
وكان تنبؤ آدمز متأخراً بيومين. فمنذ البداية، احتفل الأمريكيين بالاستقلال في 4 من شهر يوليو، وهو التاريخ المبين على «إعلان الاستقلال» المعلن عنه كثيراً، بدلاً من أن يكون الثاني من يوليو، تاريخ قرار الاستقلال الذي تمت الموافقة عليه في جلسة مغلقة للكونغرس.
ولا شك في أن الرابع من تموز 1776 م هو التاريخ الذي أقر الكونغرس فيه الوثيقة الرسمية النهائية، بالرغم من انهم صوتوا لإعلان الاستقلال قبل يومين. ولاحقا، كتب كلا من توماس جيفرسون وجون آدامز وبنجامين فرانكلين انهم جميعا وقعوا عليه في ذلك اليوم. غير أن معظم المؤرخين استنتجوا بأن الإعلان تم توقيعهُ بقرابة الشهر من اعتماده، وليس يوم 4 يوليو كما يُعتقد.
وفي مصادفة جديرة بالانتباه، كلاً من جون آدامز وتوماس جيفرسون، الموقعين الوحيدين لـ «إعلان الاستقلال» عملوا كرؤساء للولايات المتحدة، وكذلك توفيوا في اليوم نفسه في الرابع من تموز من عام 1826 م، الذي كان الذكرى الخمسين للإعلان. وأيضا وبالرغم من كونه من غير الموقعين لــ«إعلان الاستقلال»، جيمس مونرو، رئيس الولايات المتحدة الأمريكية الخامس، توفي في 4 تموز 1831 م. ووُلد كالفين كوليدج، الرئيس الـ 30، في 4 تموز 1872 م، وحتى اليوم هو الرئيس الوحيد الذي وُلد في عيد الاستقلال.

## الاحتفال
- في 1777، أطلقت ثلاثة عشر طلقة نارية كنوع من التحية، مرة في الصباح ومرة في مساء في يوم 4 يوليو في بريستول، رود آيلاند.و احتفلت ولاية فيلادلفيا بالذكرى السنوية الأولى بطريقة سيجدها أمريكي معاصر مألوفة تماما: وهي عشاء رسمي للــ «الكونغرس القاري»، وتبادل الانخاب، والمسيرات، و13 تحية بالبنادق، وخطب صلاة، والموسيقى وظهور القوات وكذلك الألعاب النارية. وقد زُينت السفن باعلامٍ حمراء وبيضاء وزرقاء.[11]
- وفي 1778، ميَزَ جورج واشنطن الرابع من تموز بمضاعفة حِصَة جنودهِ ومحييً المدافع من مشروب الرم. وعبر المحيط الأطلسي، عقد السفيرين جون آدامز وبنجامين فرانكلين مأدبة عشاء لزملائهم الأمريكيين في باريس، فرنسا.[12]
- وفي 1779، صادف 4 تموز/يوليو يوم أحد. فأُحتفل بالعطلة يوم الاثنين، 5 تموز/يوليه.[12]
- وفي 1781 أصبحت محكمة ماساتشوستس العامة أول هيئة تشريعية للدولة تعترف بالرابع من يوليو كاحتفال للدولة.[12]
- وفي عام 1783، المورافبين في سايلم، نورث كارولينا، اقاموا حفلاً في 4 تموز/يوليو بموسيقى صعبة ومعقدة جمعها يوهان فريدريش بيتر. وكان هذا العمل بعنوان «مزمور الفرح».
- وفي 1791 سُجل أول استخدام لمصطلح «يوم/عيد الاستقلال».
- وفي عام 1820 أُقيم أول أحتفال للرابع من يوليو في ايستبورت، ماين الذي ما زال الأكبر في الدولة.[13]
- وفي 1870، جعل الكونغرس الأمريكي يوم الاستقلال عطلة غير المدفوعة للموظفين الفدراليين.[14]
- وفي عام 1938، غير الكونغرس يوم الاستقلال لعطلة مدفوعة الأجر للموظفين الفدراليين.

## معرض صور

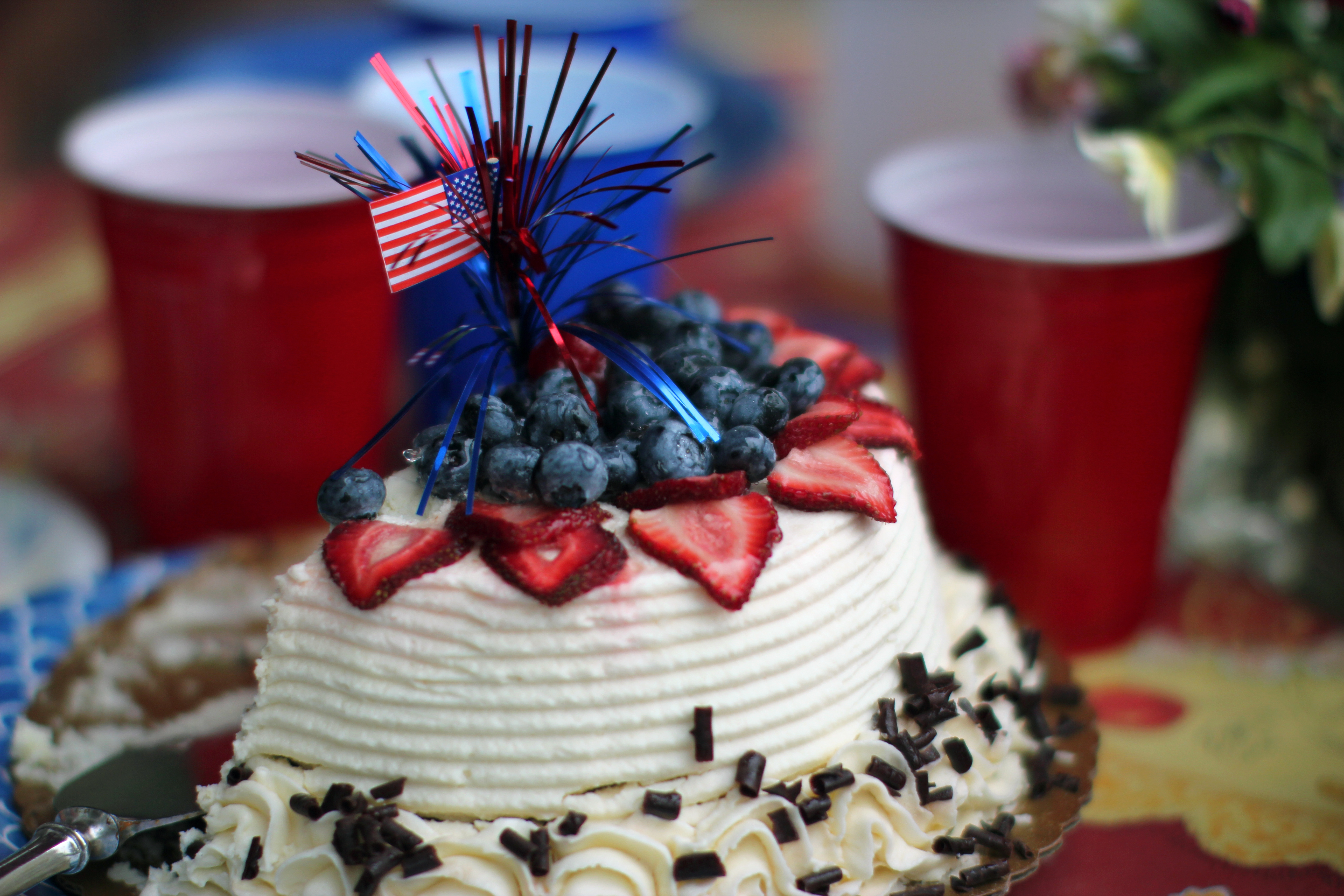
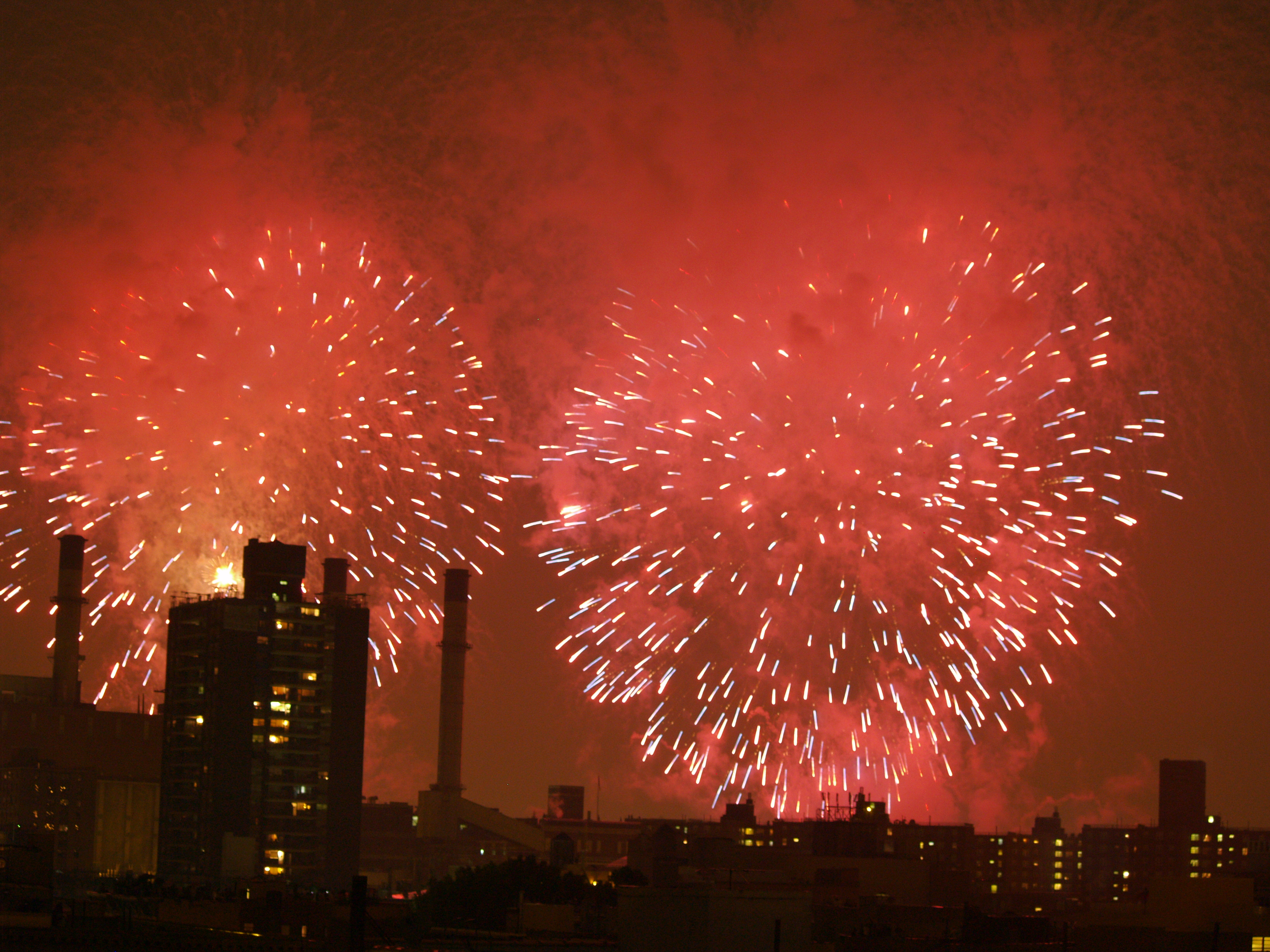
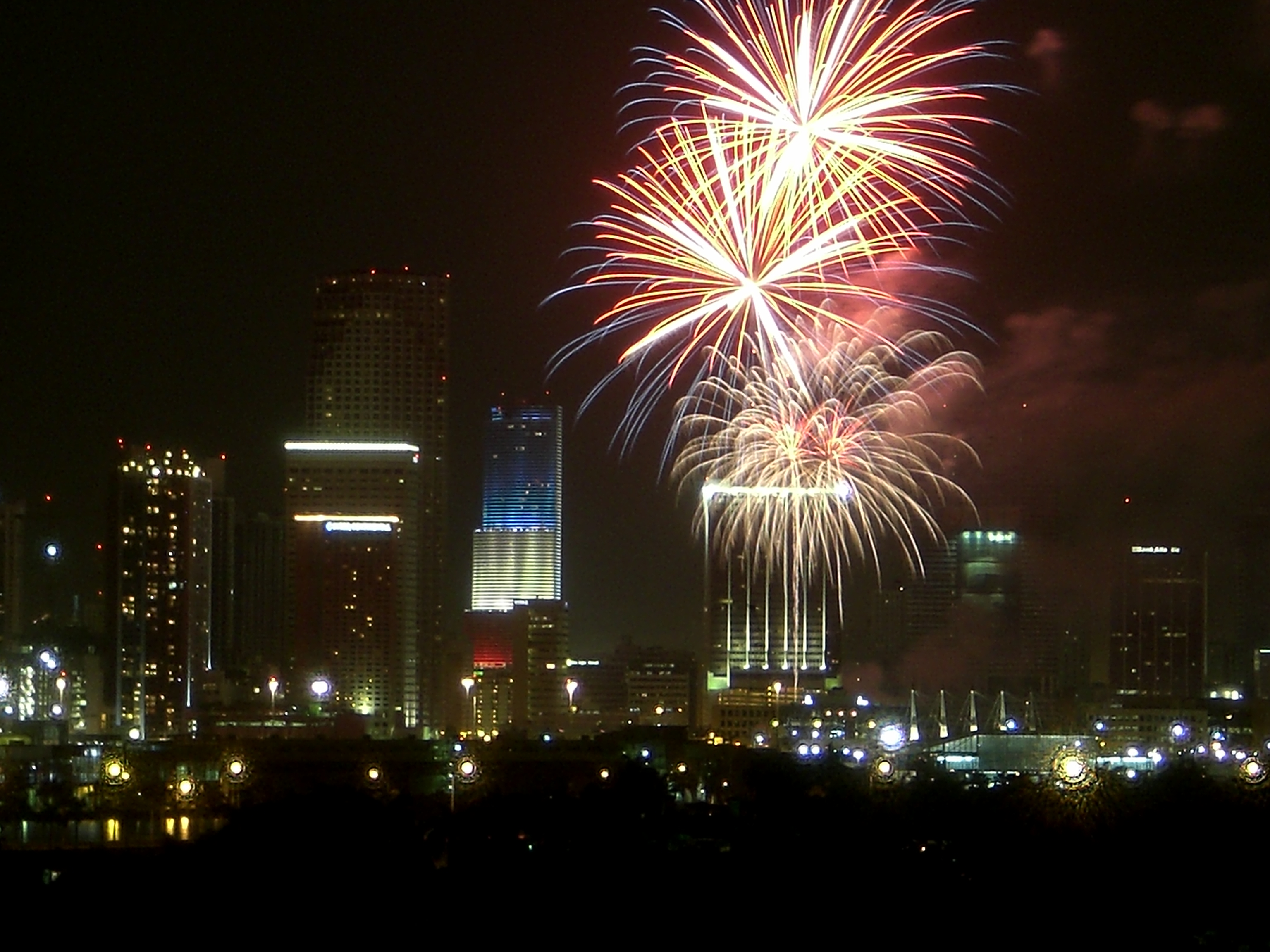

## وصلات خارجية
- وزارة الخارجية الأمريكية مُتحدثة عن يوم الاستقلال.
- «معنى» الرابع من تموز/يوليه للسود فريدريك دوغلاس
- جمع خطب في الرابع من يوليو في تقسيم المجموعات الخاصة، والمحفوظات، والكتب النادرة، مكتبة إيليس، جامعة ميزوري
- «الرابع من يوليو»، في اليوم – عرض الشرائح مجلة الحياة